# Serious Sam (seria)
Serious Sam – seria gier komputerowych z gatunku FPS, stworzona przez chorwacką firmę Croteam.
Grę cechują: czarny humor głównego bohatera, setki przeciwników atakujących bohatera na każdej z plansz oraz z biegiem gry, coraz większy arsenał broni mający służyć do ich eksterminacji.
Akcja pierwszej części rozgrywa się w starożytnym Egipcie. Bohaterem gry jest Sam "Serious" Stone. Postawiono przed nim zadanie uratowania świata przed wrogimi najeźdźcami z kosmosu, którzy w roku 2104 zaatakowali Ziemię. I tak w pierwszym starciu zostaje teleportowany do odległej przeszłości, a dokładniej do starożytnego Egiptu, z zadaniem zniszczenia obcych zanim ci urosną w siłę.
Serious Sam miał służyć programistom z Croteam tylko do sprawdzenia możliwości programu Serious Editor. Wydanie tej gry okazało się bardzo dużym sukcesem.
Do gier z serii Serious Sam dołączony jest program do tworzenia map, Serious Editor oraz SeriousModeler do animacji modeli. W drugim starciu zawarto Serious Ska Studio do projektowania tekstur.

## Wydane gry
- 2001: Serious Sam: Pierwsze starcie (PC)
- 2001: Serious Sam (Palm OS)
- 2002: Serious Sam: Drugie starcie (PC)
- 2002: Serious Sam (Xbox)
- 2004: Serious Sam: The Next Encounter (GameCube, PS2)
- 2004: Serious Sam Advance (Game Boy Advance)
- 2005: Serious Sam 2 (Xbox, PC)
- 2009: Serious Sam HD: Pierwsze starcie (Xbox 360, PC)
- 2010: Serious Sam HD: The Second Encounter (Xbox 360, PC)
- 2011: Serious Sam Double D (PC)
- 2011: Serious Sam 3: BFE (Xbox 360, PS3, PC)
- 2011: Serious Sam: The Random Encounter (PC)
- 2012: Serious Sam 3: BFE - Jewel of the Nile (PC)
- 2014: Serious Sam Classics: Revolution (PC)

- 2020: Serious Sam 4: Planet Badass[1][2][3] (PC, PS4, Xbox One)